# 大斯卡加斯特爾峰

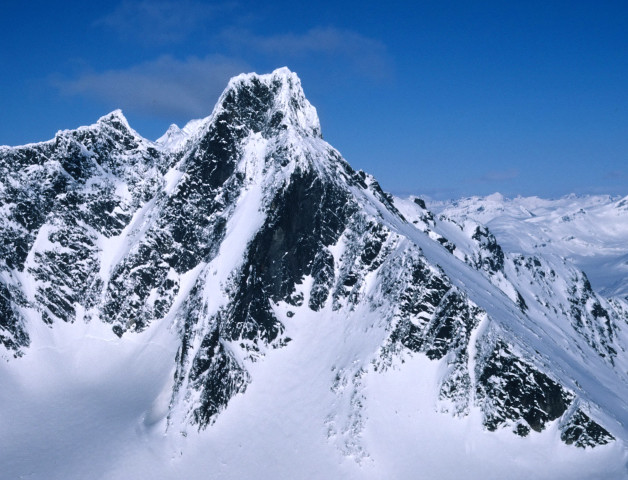

61°27′41″N 07°52′17″E / 61.46139°N 7.87139°E
大斯卡加斯特爾峰（挪威語：Store Skagastølstind）是挪威的山峰，位於該國西南部韋斯特蘭郡，屬於尤通黑門山脈中許龍阿訥山脈的一部分，海拔高度2,405米，是該國第三高峰，人類在1876年7月21日首次登頂。